# Michał Chyliński
Michał Chyliński (* 22. Februar 1986 in Bydgoszcz) ist ein polnischer Basketballspieler. Chyliński spielte als Heranwachsender in Spanien, wo er sich jedoch nicht durchsetzen konnte, bevor er 2009 nach Polen zurückkehrte und für Turów Zgorzelec spielte. Mit diesem Verein gewann der polnische Nationalspieler und zweimalige EM-Endrundenteilnehmer 2014 die erste Meisterschaft für den Verein.

## Karriere
Chyliński machte seine ersten Spiele ab 2003 im Herrenbereich beim Verein aus Warka, der in dieser Zeit nach Kozienice umzog. Zu Beginn der Saison 2004/05 hatte er einen Einsatz in der französischen LNB Pro B für den damaligen Zweitliga-Aufsteiger aus Nanterre bei Paris, bevor er noch im Oktober 2004 nach Kozienice zurückkehrte. In der Saison 2005/06 spielte Chyliński in seiner Heimatstadt Bromberg für Astoria in der höchsten polnischen Spielklasse Polska Liga Koszykówki. Nach dem Lizenzentzug für Astoria versuchte sich das Talent Chyliński erneut im Ausland und wurde vom spanischen EuroLeague-Klub Unicaja aus Málaga unter Vertrag genommen. Neben Kurzeinsätzen in der höchsten Spielklasse Liga ACB sowie im höchstrangigen europäischen Vereinswettbewerb Euroleague spielte Chylinski in der zweiten Liga LEB für den Verein aus Los Barrios sowie in der dritten Liga für Málagas Reservemannschaft Rincón Axarquía aus Torre del Mar jeweils in Andalusien. Nachdem Chyliński in der Saison 2007/08 zu Saisonbeginn noch einmal zu Kurzeinsätzen bei Unicaja gekommen war, wurde er im Folgenden ausschließlich in der Reservemannschaft eingesetzt, die am Saisonende selbst in die zweite Klasse LEB Oro aufstieg. Hier erreichte der Aufsteiger in der Saison 2008/09 als Tabellensechster auf Anhieb die Play-offs um den Aufstieg in die höchste Spielklasse, in denen man jedoch gleich in der ersten Runde sieglos ausschied. Chyliński, der in der polnischen Herren-Nationalmannschaft seit 2005 bislang nur in Qualifikationsspielen eingesetzt worden war, wurde vom israelischen Nationaltrainer Muli Katzurin für das EM-Endrundenturnier 2009 im heimischen Polen nominiert. Nach zwei Vorrundensiegen über Bulgarien und dem favorisierten Nachbarland Litauen verlor die polnische Auswahl jedoch die folgenden vier Vor- und Zwischenrundenspiele und schied vor dem Viertelfinale aus dem Turnier aus.
Nach Ablauf seines Vertrages in Málaga kehrte Chyliński nach Polen zurück und bekam einen Vertrag beim Vizemeister PGE Turów aus der Grenzstadt Zgorzelec, die früher mit dem deutschen Görlitz eine gemeinsame Stadt bildete. Nach dem verlorenen Pokalfinale schied der vormalige Vizemeister jedoch in den Play-offs um die Meisterschaft 2010 bereits in der ersten Runde aus. Ein Jahr später kehrte man unter anderem mit dem deutschen Nationalspieler Konrad Wysocki in die Finalserie um die Meisterschaft zurück, doch wie schon in drei Finalserien zuvor musste man sich Serienmeister Asseco Prokom Gdynia geschlagen geben. In der Saison 2011/12 verlor die Mannschaft in den Spielen um den dritten Platz gegen den regionalen Rivalen Stelmet Zielona Góra, dem man sich ein Jahr später nach dem Einzug in die Finalserie 2013 erneut sieglos beugen musste. Nachdem Chyliński an der EM-Endrunde 2011 nicht teilgenommen hatte, wurde er vom deutschen Nationaltrainer Dirk Bauermann für das EM-Endrundenturnier 2013 nominiert, in dem Polen jedoch nur das letzte und bedeutungslose Vorrundenspiel gegen Gastgeber Slowenien gewinnen konnte. In der Saison 2013/14 kam es zur Neuauflage der niederschlesischen Finalserie um die Meisterschaft, die diesmal PGE Turów gegen Titelverteidiger Stelmet für sich entscheiden konnte. Neben Chylińskis erstem Meisterschaftstitel war es für den Verein nach fünf Vizemeisterschaften in sieben Jahren auch der erste Titelgewinn in der Meisterschaft. Nachdem Turów zuletzt im Eurocup 2009/10 und im Eurocup 2011/12 jeweils nach der Vorrunde ausgeschieden war, wird der Verein mit Chyliński damit erstmals am höchstrangigen Wettbewerb EuroLeague 2014/15 teilnehmen.
Zur Saison 2015/2016 wechselte Chylinski nach Deutschland und unterschrieb einen Einjahresvertrag bei Erstligist Telekom Baskets Bonn. Am 14. Dezember 2015 gaben die Telekom Baskets bekannt, dass sie eine Kündigungsoption nutzen und den Vertrag mit Chylinski mit sofortiger Wirkung aufgelöst haben.